# VIVO! Cluj-Napoca

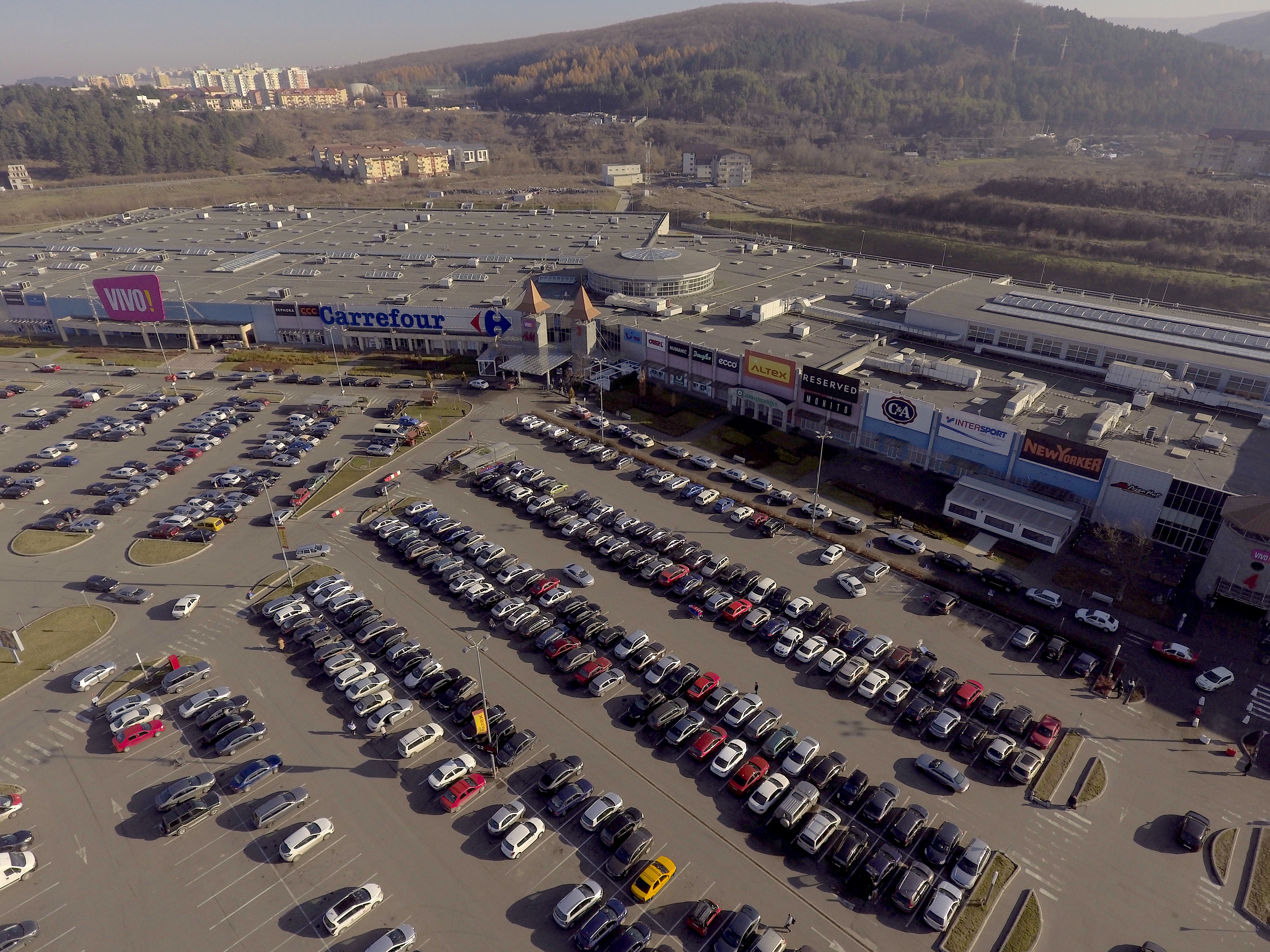
VIVO! Cluj-Napoca

VIVO! Cluj-Napoca (Polus Center Cluj până în a doua jumătate a anului 2016) este un centru comercial din Cluj-Napoca, deschis la data de 12 octombrie 2007. Este primul mall inaugurat în acest oraș și este amplasat la ieșirea din Cluj-Napoca spre Oradea, în partea de vest a orașului, în comuna Florești.
Dispune de o suprafață închiriabilă de 61.000 metri pătrați
desfășurată pe un singur nivel,
și adăpostește aproape 200 de magazine.
Deține 2.500 de locuri de parcare și opt săli de cinema multiplex. Cel mai mare chiriaș al VIVO! Cluj-Napoca este retailerul francez Carrefour, care a investit aproximativ 20 de milioane de euro în amenajarea hipermarketului.
Pe șantierul centrului comercial au fost descoperite importante artefacte, atât din preistorie, cât și din perioada dacică, unele dintre ele de importanță europeană.
În 2009 a fost vizitat de circa 11,6 milioane de oameni, înregistrându-se o creștere a traficului cu peste 13,5% față de anul precedent.